# Зигфрид фон Бланкенбург
Зигфрид I фон Бланкенбург (на немски: Siegfried I von Blankenburg; * ок. 1145) е граф на графство Бланкенбург.

## Произход и наследство
Той е син на граф Попо I фон Бланкенбург (ок. 1095, † 1161 или 1164), граф на Регенщайн-Бланкенбург в Харц, и съпругата му Рихенза фон Бойнебург (* ок 1100; † пр. 1145), дъщеря на граф Зигфрид III фон Бойнебург. Роднина е на епископа на Халберщат, Райнхард фон Бланкенбург.
Зигфрид I и брат му Конрад си поделят собствеността. Конрад получава замък Регенщайн, Зигфрид I замък Бланкенбург.
Зигфрид I прави поклонение с Хайнрих Лъв и не се връща обратно.

## Фамилия
Зигфрид I се жени и има децата:
- Хайнрих I фон Бланкенбург-Регенщайн (* ок. 1175; † 1241/сл. 1245), граф на Регенщайн, женен за фон Полебен
- Мехтилд фон Бланкенбург († сл. 1199)
- Маргарета фон Бланкенбург († сл. 1197)
- Зигфрид II фон Бланкенбург († 1238/1245)), граф на Бланкенбург, женен за Мехтилд фон Ампфурт († сл. 1225), дъщеря на Дитрих фон Ампфурт († сл. 1196)